# Claudia Reiterer

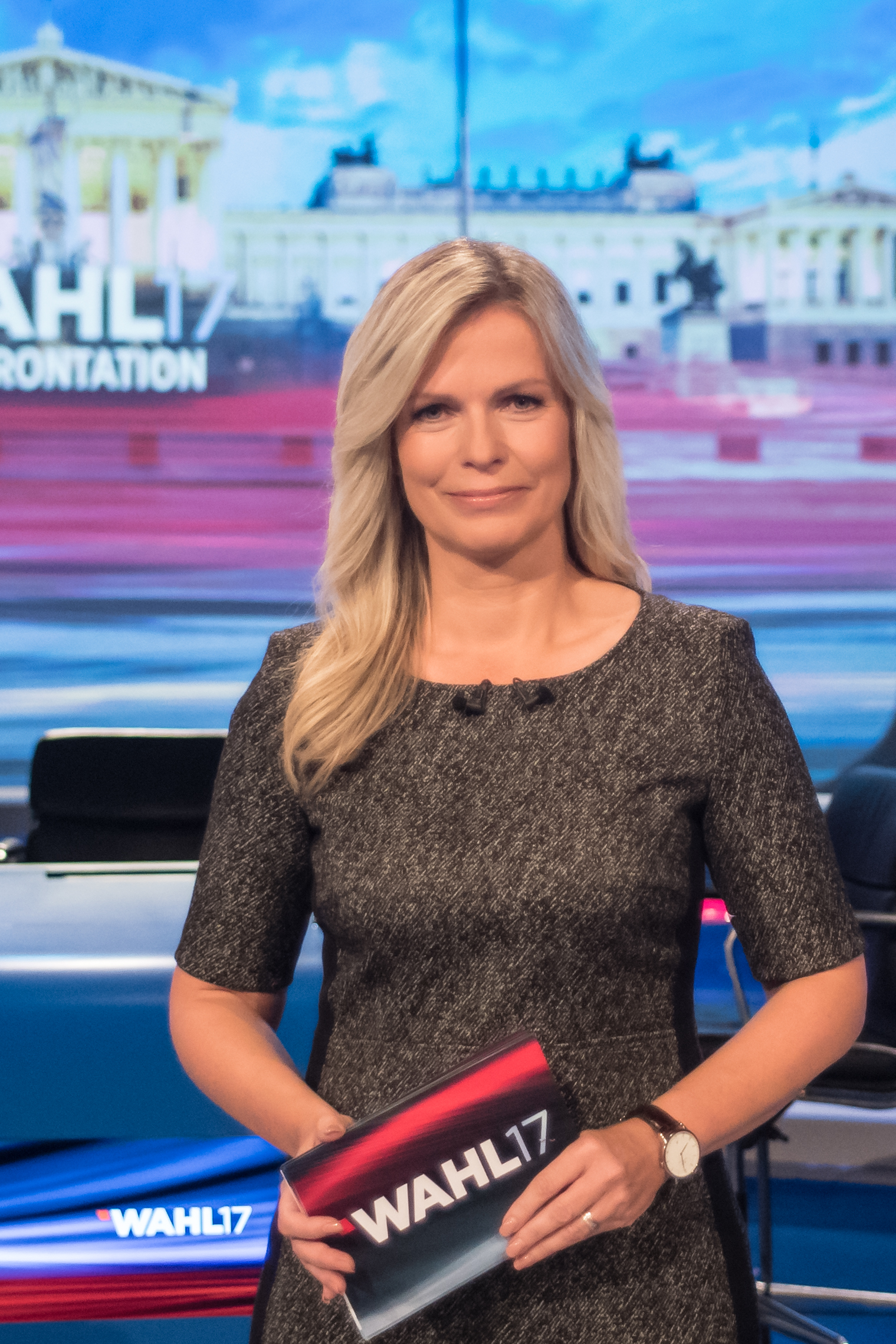
Claudia Reiterer (2017)

Claudia Reiterer (* 5. Juli 1968 in Wien) ist eine österreichische Fernsehmoderatorin, Journalistin und Buchautorin. Von Jänner 2017 bis Dezember 2024 moderierte sie die Diskussionssendung Im Zentrum. Von 2007 bis 2016 moderierte sie das Servicemagazin heute konkret. Zuvor moderierte sie die ORF-Polit-Sendungen Pressestunde, Report und Hohes Haus.

## Ausbildung
In Graz machte Claudia Reiterer zunächst eine Ausbildung zur Diplomkrankenschwester und arbeitete auf der Herzchirurgie am LKH Graz. Im zweiten Bildungsweg absolvierte sie von 1993 bis 1995 die Journalistenausbildung (Medienlehrgang an der Universität Graz) und studierte Pädagogik in Kombination mit Psychologie und Sozialmedizin an der Karl-Franzens-Universität Graz. Ihr Studium, das sie neben ihrer beruflichen Tätigkeit als Journalistin absolvierte, schloss sie 2002 mit dem Magistertitel ab.
Sie ist seit 2011 Präsidiumsmitglied des Alumni-Netzwerks der Karl-Franzens-Universität Graz.

## Beruflicher Werdegang
Bereits 1993 arbeitete Reiterer als Praktikantin im ORF. Danach stieg sie beim Privatradio Antenne Steiermark ein und wurde dort 1995 Chefreporterin. Im Jahr 1998 wechselte sie ins ORF-Landesstudio Steiermark, wo sie als Reporterin live über die Bergwerkskatastrophe in Lassing (1998) berichtete und damit einem breiten Publikum bekannt wurde.
Sie übersiedelte nach Wien und wurde 1999 innenpolitische Journalistin im Team der ZiB 1. Reiterer moderierte unter anderem die ORF-Sendungen Betrifft (2001/02), Pressestunde (2002–2007), Report (2002–2004), Hohes Haus (2006/07) und heute konkret (2007–2016). Von Jänner 2017 bis zur Einstellung der Sendung im Dezember 2024 moderierte sie als Nachfolgerin von Ingrid Thurnher die Polit-Talk-Sendung Im Zentrum.
Vor der Nationalratswahl 2019 moderierte Reiterer am 26. September 2019 die ORF-TV-Diskussionssendung mit den Spitzenkandidaten der Parlamentsparteien gemeinsam mit Armin Wolf. Im Vorfeld der Nationalratswahl 2017 moderierte sie abwechselnd mit Tarek Leitner die ORF-TV-Konfrontationen mit den Spitzenkandidaten der Parlamentsparteien.
Im März 2025 wurde bekanntgegeben, dass sie den ORF mit Ende April 2025 verlässt.

## Erfolge
Schon im ersten Jahr 2017 erzielte der Polit-Talk „Im Zentrum“ unter ihrer Moderation die beste Reichweite aller Ausgaben am regulären Sendeplatz – seit Beginn der Sendung im Jahr 2007. 2018 diskutierten bei ihr erstmals bei einem Live-Talk die Regierungsspitze und die Chefinnen der drei Oppositionsparteien an einem Tisch.
Im Jahr 2019 kam der Polit-Talk mit dem Thema „Skandal, Rücktritte, Neuwahlen – Österreich im Ausnahmezustand!“ auf über 1,1 Mio. Zuseher – der höchst gemessenste Wert für alle sonntäglichen Polit-Diskussionen bisher. Das große Interesse an vertiefenden Diskussionen insbesondere zur Corona-Pandemie führte im Jahr 2020 zu durchschnittlich über einer halben Million Zuseher pro Ausgabe (22 Prozent Marktanteil).
Im Dezember 2021 erreichte Claudia Reiterer mit „Im Zentrum“ mit 37 Prozent Marktanteil für die Ausgabe „Lockdownfrust und Impfpflichtzwist“ den zweithöchsten Wert für reguläre Ausgaben seit Sendungsstart des Polit-Talks.
Laut der Recherche-Plattform „Addendum“ war „Im Zentrum“ die Polit-Sendung des ORF mit der größten parteipolitischen Ausgeglichenheit. Das gelte sowohl für das Jahr vor der Wahl 2019 als auch 2017. Im Unterschied zu anderen Formaten kamen bei „Im Zentrum“ jeden Sonntag vier bis fünf Gäste in die Sendung, was einer besseren parteipolitischen Ausgewogenheit entgegenkam. „Im Zentrum“ wies zudem mit rund 37 Prozent (Stand: 2019) den mit Abstand höchsten Frauenanteil auf. Im Jahr 2021 wurde diese Marke nochmals übertroffen: von 182 Talk-Gästen waren 48 Prozent Frauen und 52 Prozent Männer.
Claudia Reiterer setzt sich für mehr Frauen in Führungspositionen ein. Sie ist Mentorin bei WoMentoring im Club Alpha, einer von Maria Rauch-Kallat gegründeten Initiative, um junge Frauen in ihrer Berufskarriere zu fördern.
Im Oktober 2023 bewarb sich Claudia Reiterer für den Posten der ORF-Chefredakteurin. Bei der internen Abstimmung der ORF-Redaktion im November 2023 erhielt Reiterer 43,33 Prozent.

## Bücher
Im Jahr 2015 erschien ihr Buch Der Popcorn-Effekt: Vom Traum zum Erfolg. Der Bestseller war im Oktober 2015 auf Platz 1 des Bestseller-Rankings auf Amazon in Österreich (Kategorie „Biografien & Erinnerungen“ sowie „Politik & Geschichte“) und der Schweiz (Kategorie Politik & Geschichte). Reiterer untersucht darin, wann beim Menschen Können und Talent zum Erfolg führen und welche Rolle Kindheit, Bildung und Glück dabei spielen. Sie interviewte dazu 28 erfolgreiche Menschen aus den unterschiedlichsten Disziplinen, unter ihnen Heinz Fischer, Marcel Hirscher, Elisabeth Gürtler, Rudolf Taschner, Gerlinde Kaltenbrunner, Gerhard Zeiler, Alfons Schuhbeck und Frank Elstner.
2009 erschien ihr Buch (gemeinsam mit Nina Horaczek): „HC Strache – Sein Aufstieg, Seine Hintermänner, Seine Feinde“ über den FPÖ-Politiker Heinz-Christian Strache. Das Buch gilt bis heute als umfassendste Recherche, auf die Strache selbst als Nachschlagewerk hinweist.

## Sonstiges
Als Lektorin und Vortragende war sie u. a. am Institut für Erziehungswissenschaften in Graz und der FH Joanneum tätig.
Sie hält Vorträge und ist Keynote-Speakerin.
Seit 2009 moderiert Claudia Reiterer die alljährlich stattfindende „Austria-Gala“, bei der die „Österreicher des Jahres“ von der Tageszeitung „Die Presse“ gekürt werden.
Von 2008 bis 2016 moderierte sie die Preisverleihung des Österreichischen Klimaschutzpreises.
Im Mai 2009 gewann Claudia Reiterer die 5. Staffel der Dancing Stars zusammen mit dem Profitänzer Andy Kainz. Bei der 6. Staffel (2011) war sie Jurorin für die vierte Tanzwoche.
2010 war sie Kandidatin in der Prominentenausgabe von Die Millionenshow und moderierte gemeinsam mit Alfons Haider den Wiener Opernball aus der Wiener Staatsoper. 2010 holte sie Felix Dvorak zu seinen Festspielen Berndorf, wo sie in „Scherben bringen Glück“ ihr Schauspieldebüt gab.

## Familie
Reiterer wuchs als Pflegekind in Sankt Johann in der Haide in der Steiermark auf. Sie machte ihre Kindheitsgeschichte öffentlich, um anderen Menschen Mut zu machen. Sie ist Mutter eines Sohnes.

## Auszeichnungen und Nominierungen
- 2022: Nominierung für den Goldenen Medienlöwen für Claudia Reiterer und das Team von ORF-„Im Zentrum“[24]
- 2021: Nominierung für die Goldene Medienlöwin[25]
- 2018: „Look!Women of the Year“- Award in der Kategorie: „Women for Success“[26]
- 2011: Verkehrssicherheitspreis „Aquila“, Kuratorium für Verkehrssicherheit

## Schriften (Auswahl)
- mit Nina Horaczek: HC Strache: Sein Aufstieg, seine Hintermänner, seine Feinde. Ueberreuter, Wien 2009, ISBN 978-3-8000-7417-4.
- Der Popcorn-Effekt. Vom Traum zum Erfolg. Braumüller, Wien 2015, ISBN 978-3-99100-159-1.